# Modelo DART
DART (Discrete Anisotropic Radiative Transfer) es un modelo de transporte radiativo 3D, diseñado para la investigación científica, en particular en teledetección. Desarrollado en el CESBIO desde 1992, el modelo DART fue patentado en 2003. Es un software gratuito para las actividades científicas.